# 韦恩当茹
韦恩当茹（法語：Vern-d'Anjou，法語發音：[vɛʁn dɑ̃ʒu] ⓘ，意为“安茹的韦恩”）是法国曼恩-卢瓦尔省的一个旧市镇，属于瑟格雷区。2015年12月28日，韦恩当茹和相邻的另外3个市镇合并成为安茹地区埃德尔（Erdre-en-Anjou），韦恩当茹为政府驻地。

## 地理
韦恩当茹（47°36'2"N, 0°50'6"W）面积36.11 平方千米，位于法国卢瓦尔河地区大区曼恩-卢瓦尔省，该省份为法国西部内陆省份，大致对应安茹地区，北起顺时针与马耶讷省、萨尔特省、安德尔-卢瓦尔省、维埃纳省、德塞夫勒省、旺代省、大西洋卢瓦尔省和伊勒-维莱讷省接壤。
韦恩当茹的时区为UTC+01:00、UTC+02:00（夏令时）。

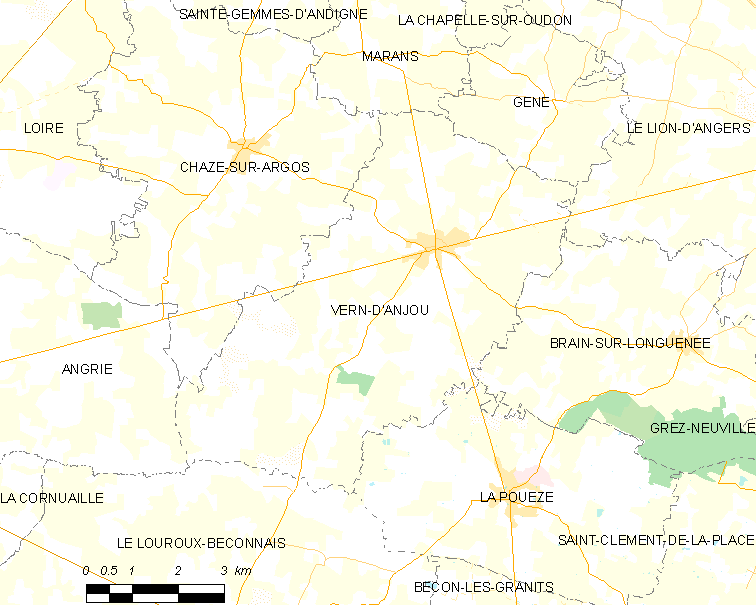
韦恩当茹的OSM定位图

## 行政
韦恩当茹的邮政编码为49220、49370，INSEE市镇编码为49367。

## 政治
韦恩当茹所属的省级选区为蒂耶尔塞县。

## 人口

1962-2008年间韦恩当茹人口变化图示

韦恩当茹于2018年1月1日时的人口数量为2311人。